# Jacques de Baroncelli
Pour les articles homonymes, voir Baroncelli.
Marie Joseph Henri Jacques de Baroncelli, 9e marquis de Baroncelli-Javon (1943), né le 25 juin 1881 à Bouillargues (Gard) et mort le 12 janvier 1951 en son domicile dans le 17e arrondissement de Paris, est un réalisateur, scénariste et producteur de cinéma français.

## Biographie
Baroncelli est issu d'une famille noble provençale d'origine florentine ; ses ancêtres ont suivi la cour papale en Avignon. Son père est le comte Hippolyte Alexandre Marie Augustin Raymond Baroncelli de Javon et sa mère est Henriette Marie Caroline Thérèse Louise de Chazelles. L'enfant est né au château de Belle-Côte sur la commune de Bouillargues. Le père exerce la profession de directeur du télégraphe.
Jacques est le frère du célèbre manadier, écrivain et fervent défenseur de l'âme provençale Folco de Baroncelli, et de Marguerite de Baroncelli, qui fut reine du félibrige sous le capouliérat (présidence) de Mistral et qui épousa le peintre postimpressionniste Georges Dufrénoy. 
Il est le père du critique de cinéma et romancier Jean de Baroncelli (1914-1998).
Jacques de Baroncelli débute à Paris dans le journalisme et accède rapidement au poste de rédacteur en chef du quotidien l'Éclair. 
Subjugué par le cinéma, il adapte à l'écran des œuvres existantes, comme le Père Goriot, (1921), et la Duchesse de Langeais (1942), d'après le roman d'Honoré de Balzac, en collaboration avec Jean Giraudoux.
En vrai magicien de l'image, il sait passer du mélodrame (avec des œuvres comme Nitchevo, Feu ! et Veille d'armes) au romantisme maritime (avec Pêcheur d'Islande de Pierre Loti, chef-d’œuvre du muet). Il mettra tout son génie de cinématographe à la disposition des œuvres poétiques, comme le Rêve d'Émile Zola, adapté deux fois à l'écran.
Le 27 janvier 1927, il est nommé chevalier de la Légion d'honneur. 

« Baroncelli n'a qu'un défaut, celui de ne pas en avoir. »

— Louis Delluc

## Distinctions
- Chevalier de la Légion d'honneur (1927)

## Filmographie partielle

### Comme réalisateur

#### Courts métrages
- 1915 : La Classe 1935
- 1915 : Lequel ?
- 1915 : Trois filles en portefeuille
- 1915 : Un signal dans la nuit
- 1915 : La Nouvelle Antigone
- 1916 : Soupçon tragique
- 1916 : La Faute de Pierre Vaisy
- 1916 : Le Jugement de Salomon
- 1916 : La Main qui étreint
- 1916 : La Maison de l'espoir
- 1916 : Noël cambrioleur
- 1917 : L'Inconnue
- 1917 : Pile ou face
- 1917 : Le Procureur Lesnin
- 1917 : Une vengeance
- 1918 : Le Retour aux champs
- 1918 : Le Scandale
- 1918 : Le Siège des trois
- 1919 : Ramuntcho
- 1920 : La Rafale
- 1920 : La Rose'
- 1922 : La Robe déchirée
- 1922 : Roger la Honte
- 1929 : La Femme et le Pantin
- 1930 : Vitrail

#### Longs métrages
- 1915 : Le Drame du château de Saint-Privat
- 1916 : Le Suicide de Sir Letson
- 1916 : L'Hallali
- 1917 : Le Cas du procureur Lesnin
- 1917 : Le Fils naturel
- 1917 : Le Roi de la mer
- 1917 : Les Trois K.K.
- 1917 : Une mascotte
- 1918 : Le Délai
- 1919 : Champi-tortu[4]
- 1919 : L'Héritage
- 1920 : Flipotte
- 1920 : Le Secret du Lone Star
- 1921 : Le Père Goriot
- 1921 : Le Rêve
- 1922 : Amour
- 1923 : Le Carillon de minuit
- 1923 : La Femme inconnue
- 1923 : La Légende de sœur Béatrix
- 1923 : Nêne
- 1924 : La Flambée des rêves
- 1924 : Pêcheur d'Islande
- 1925 : Le Réveil
- 1925 : Veille d'armes
- 1926 : Nitchevo
- 1927 : Feu !
- 1928 : Le Duel
- 1928 : Le Passager
- 1929 : La Femme du voisin
- 1930 : L'Arlésienne
- 1931 : Je serai seule après minuit
- 1931 : Le Rêve
- 1932 : Le Dernier Choc
- 1933 : Gitanes
- 1933 : L'Ami Fritz
- 1934 : Cessez le feu
- 1934 : Crainquebille
- 1934 : Le Calvaire de Cimiez (coréalisateur : René Dallière)
- 1934 : Roi de Camargue
- 1934 : Chansons de Paris
- 1935 : Aux portes de Paris (coréalisateur : Charles Barrois)
- 1936 : Michel Strogoff
- 1936 : Nitchevo
- 1937 : Feu !
- 1938 : Belle Étoile
- 1939 : S.O.S. Sahara
- 1940 : L'Homme du Niger
- 1941 : Ce n'est pas moi
- 1941 : Le pavillon brûle
- 1942 : Soyez les bienvenus
- 1942 : La Duchesse de Langeais
- 1942 : Haut-le-Vent
- 1943 : Les Mystères de Paris
- 1945 : Marie la Misère
- 1945 : Fausse Alerte
- 1946 : La Rose de la mer
- 1946 : Tant que je vivrai
- 1948 : Rocambole
- 1948 : La Revanche de Baccarat

### Comme scénariste
- 1916 : Soupçon tragique
- 1919 : La Cigarette
- 1920 : Flipotte
- 1922 : Amour
- 1922 : Roger la Honte
- 1923 : La Légende de sœur Béatrix
- 1924 : Pêcheur d'Islande
- 1924 : Nène
- 1927 : Feu ! de Jacques de Baroncelli
- 1928 : Minuit... place Pigalle
- 1928 : Le Duel
- 1930 : L'Arlésienne
- 1931 : La Terreur des Batignolles
- 1932 : Le Dernier Choc
- 1932 : Gitanes
- 1932 : Niebla
- 1933 : Sahara, terre féconde

### Comme producteur
- 1924 : Pêcheur d'Islande
- 1929 : La Tentation
- 1945 : Fausse Alerte